# Теллеген, Бернард
Бернард Теллеген (Винсхотен, 24 июня 1900 — Эйндховен, 30 августа 1990) — нидерландский электротехник и изобретатель пентода и гиратора. Он также был известен как автор теоремы теории электрических цепей, названной его именем (Теорема Теллегена).

## Биография
Получил степень магистра в области электротехники в Делфтском Университете в 1923 году, он получил работу в Физической Лаборатории Philips (Philips Natuurkundig Laboratorium) в Эйндховене. В 1926 году он изобрёл пентодную вакуумную трубку, а уже в 1948 году — гиратор. Гиратор может применяться для создания участков цепи, имитирующих индуктивность, не прибегая к катушкам. Например, можно использовать гиратор в графических hi-fi эквалайзерах. В общей сложности Теллегену принадлежит 41 патент.
В период с 1946—1966 гг. Теллеген преподавал теорию электрических цепей в качестве адъюнкт-профессора в Делфтском Техническом Университете. С 1942 по 1952 гг. он был президентом и почётным членом Нидерландского Общества Электро- и Радиотехники.
Австралийский Институт Радиотехники присвоил Теллегену звание пожизненного почётного члена в 1953 году. Теллеген был также членом Института инженеров электротехники и электроники и в 1973 году получил Медаль Эдисона «За значительный вклад в развитие теории электрических цепей, а также за изобретение гиратора». В 1960 году Теллеген стал членом Нидерландской королевской академии наук. В 1970 году за заслуги в области электротехники Делфтский Университет присвоил Теллегену степень доктора наук.